# Joe Anderson
Joe Anderson, (26 de março de 1982) é um ator britânico conhecido por seus trabalhos em Across the Universe, Becoming Jane, Control, A Epidemia e The River

## Início de vida
Anderson nasceu no dia 26 de março de 1982 na Inglaterra. Ele estudou na Richmond Thames College e mais tarde o Webber Douglas Academy da arte dramática em Londres. Seus pais são os atores de teatro, que também trabalham em televisão e filmes. Anderson, atuou profissionalmente desde a infância. Suas habilidades incluem fotografia, guitarra e ginástica. Seu pai é o ator Miles Anderson; sua mãe é agente de talentos Lesley Duff. Ele foi diagnosticado com dislexia e atribui sua jogada em agir para isso.

## Carreira cinematográfica
Anderson já trabalhou em cinema, televisão e no palco do teatro do Festival de Chichester. No início de sua carreira, ele apareceu em Copying Beethoven, sobrinho de Ludwig van Beethoven Karl a jogar. Ele então estrelou como Max Carrigan, um jovem americano, convocado para a guerra do Vietnã em Across the Universe. Depois disso, ele apareceu no filme período Becoming Jane como Henry Austen, irmão mais velho de Jane Austen, então, como o baixista Peter Hook da banda Joy Division no filme de 2007 de Anton Corbijn, Control. Em 2008, ele interpretou Elliot em The 27 Club e um turista alemão no The Ruins. Em 2009, ele estrelou em High Life como Donnie e em Love Happens como Tyler, o namorado músico da personagem de Jennifer Aniston. Ele também foi visto em Amelia, a cinebiografia de Amelia Earhart e em Operation: Endgame como o personagem principal "Tolo". Ele apareceu em 2010 os Titans, um remake do filme de horror de 1973 de mesmo nome.
Anderson recentemente foi selecionado para interpretar Alistair na próxima Amanhecer - Parte 2.
Ele está atualmente estrelando como Lincoln Cole na série de televisão The River.

## Filmografia
- 2004 - Creep - Modelo
- 2005 - Midsome Murders - Max Ramsom
- 2005 - Silence Becomes You - Luke Green
- 2006 - Copying Beethoven - Karl van Beethoven
- 2006 - Little Box of Sweets - Seth
- 2007 - Becoming Jane - Henry Austen
- 2007 - Control - Peter Hook
- 2007 - Across the Universe - Max Carrigan
- 2008 - The Ruins - Mathias
- 2008 - The 27 Club - Elliot
- 2009 - High Life - Donnie
- 2009 - Love Happens - Tyler
- 2009 - Amelia - Bill
- 2009 - Operation: Endgame - Fool
- 2010 - The Crazies - Russell Clank
- 2010 - Flutter - John
- 2012 - The Grey - Todd Flannery
- 2012 - Supremacy - Tully
- 2012 - Amanhecer - Parte 2 - Alistair
- 2014 - Hércules
- 2019 - Cold Blood - Kappa

## Ligação externa
- Joe Anderson. no IMDb.